# Good Golly, Miss Molly
«Good Golly Miss Molly», es un sencillo del artista musical Little Richard grabado en 1956 y publicado por primera vez en 1957, y con una nueva versión en 1966. Esta canción fue clasificada por la revista Rolling Stone como nº 94 entre las 500 mejores canciones de todos los tiempos.

## Origen
Little Richard escuchó por primera vez la frase "Good golly, Miss Molly" de un DJ sureño llamado Jimmy Pennick. Modificó la letra en el más sugerente "Good golly, Miss Molly / You sure like to ball ("seguro que te gusta bailar"). Poco después, el mismo Richard afirmó que tomó la música de la introducción de piano de Ike Turner en la influyente canción de rock and roll de 1951 de Jackie Brenston, "Rocket 88", y la usó para "Good Golly, Miss Molly". "Siempre me gustó ese disco", recordó Richard, "y solía usar el riff en mi actuación, así que cuando estábamos buscando un adelanto para 'Good Golly, Miss Molly', lo hice y encajó".

## Otras versiones
En noviembre de 1962, Jerry Lee Lewis lanzó el sencillo "Good Golly Miss Molly", reeditado e incluido en el álbum recopilatorio Breathless (1967) y en Rockin 'Rhythm & Blues (1969).
El grupo The Swinging blue Jeans lanzó su propia versión en el año 1964 en su álbum debut "Hippy Hippy Shake" siendo el primer tema de dicho álbum. 
Creedence Clearwater Revival grabó la canción en 1969 y fue incluida en su álbum Bayou Country, con letras ligeramente cambiadas y es  quizás más conocida que la original, aunque nunca fue lanzada como sencillo. 
En la letra de Creedence, en lugar del resultado del regalo de un anillo de diamantes, "When she hugs me, her kissin' make me ting-a-ling-a-ling" ("cuando ella me abraza, su beso me hace ting-a-ling-a-ling"), John Fogerty cantaba "Would you pardon me a kissin' and a ting-a-ling-a-ling" ("¿me perdonas un beso y un ting- a-ling-a-ling?").

## Versión en español
La versión en español de la canción se llama La plaga, y fue compuesta e interpretada  por la banda mexicana Los Teen Tops en 1959. La letra de esta versión no se corresponde con el original en inglés.